# Milan Faltus
Milan Faltus (ur. 16 sierpnia 1983) – czeski biathlonista, dwukrotny wicemistrz świata juniorów, zdobywca dwóch brązowych medali mistrzostw europy juniorów. Wszystkie medale zdobywał w sztafecie.

## Osiągnięcia

### Mistrzostwa Świata Juniorów
| Rok  | Miejsce         | IN | SP | PU | MS | RL |
| 2000 | Hochfilzen      | 44 |    |    |    | 14 |
| 2002 | Ridnaun         | 41 | 25 | 31 |    | 2  |
| 2004 | Haute Maurienne | 34 | 21 | 33 |    | 2  |

### Mistrzostwa Europy Juniorów
| Rok  | Miejsce         | IN | SP | PU | MS | RL |
| 2000 | Zakopane        | 16 | 21 |    |    | 3  |
| 2001 | Haute Maurienne | 8  | 19 | 23 |    | 3  |
| 2004 | Mińsk           | 10 | 16 | 20 |    | 5  |

IN – bieg indywidualny, SP – sprint, PU – bieg pościgowy, MS – bieg ze startu wspólnego, RL – sztafeta